# アザミ属
アザミ属（アザミぞく、Cirsium）はキク科の属の一つ。

## 特徴

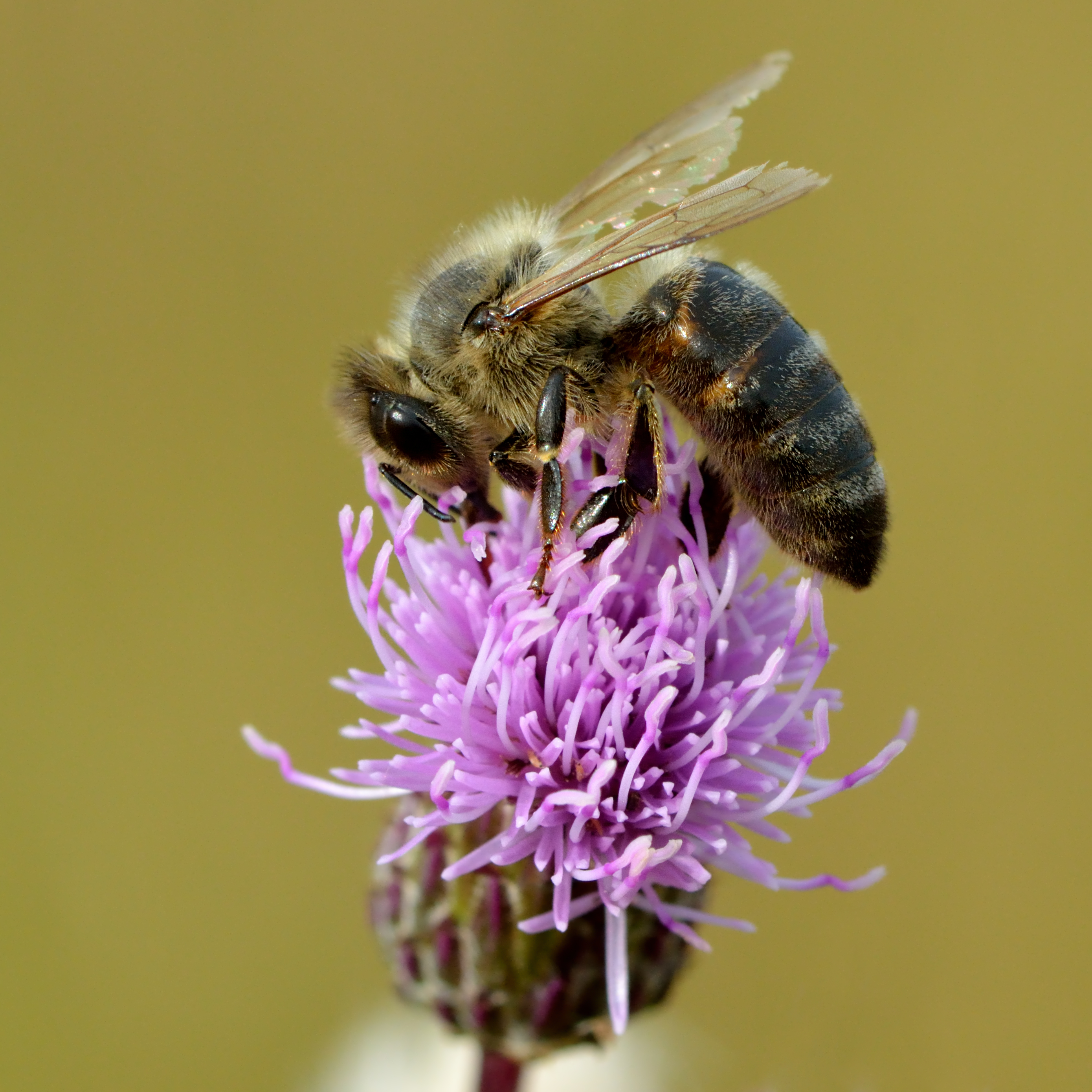
Cirsium arvense

多年草または一年草で、葉は縁がとげ状を呈し、葉が極端に深く裂けるものがある。
アザミ属の花は虫媒花で、花粉と蜜によって虫を誘う。頭状花序（花）は多数の筒状花からなり、多くの種で、一つの筒状花は中心に細長く伸びるめしべとそれを筒状にすっぽり包むおしべを備える。虫が花に止まるとおしべがひっこんでめしべと擦れ、花粉が外にかき出される。しかし一部には、両性を備えた個体と、おしべに花粉がない、つまり実質的に雌花である個体との、2つの型を持つ。さらに一部には、雌花だけを作る草と、雄花だけを作る草に分かれる雌雄異株の種がある。花の色は主に紫色である。

## 分布
北半球の温帯から寒帯に分布する。紫系の丸い花、切れ込みととげのある葉といった特徴を共有しつつ、活発に種分化し、北アメリカに約90種、ヨーロッパに約60種、中国約50種、日本にも60種以上、全部で約300種ある。日本産のアザミは4種を除き日本特産である。分布域が比較的広いものと極端に狭い地域固有種がある。鳥海山だけのチョウカイアザミ、白馬岳だけのダイニチアザミといったごく狭く分布する種も少なくない。分布が接する地域では容易に種間雑種が生じる。

## 日本の主な種
- アイズヒメアザミ Cirsium aidzuense
- ダキバヒメアザミ Cirsium amplexifolium
  - キンカアザミ Cirsium amplexifolium var. muraii
- セイヨウトゲアザミ Cirsium arvense
- タテヤマアザミ Cirsium babanum var. otayae
  - ダイニチアザミ Cirsium babanum var. babanum
- ビッチュウアザミ Cirsium bitchuense
- オガサワラアザミ Cirsium boninense
- オニアザミ Cirsium borealinipponense
- シマアザミ Cirsium brevicaule
  - イリオモテアザミ Cirsium brevicaule var. irumtiense
- ヒメアザミ Cirsium buergeri
- ノマアザミ Cirsium chikushiense
- チョウカイアザミ Cirsium chokaiense
- コイブキアザミ Cirsium confertissimum
- ヒッツキアザミ Cirsium congestissimum
- オニオオノアザミ Cirsium diabolicum
- モリアザミ Cirsium dipsacolepis
- ホソエノアザミ Cirsium effusum
- キソアザミ Cirsium fauriei
- ウラジロカガノアザミ Cirsium furusei
  - ハリカガノアザミ Cirsium furusei var. spinuliferum
- ガンジュアザミ Cirsium ganjuense
- ホウキアザミ Cirsium gratiosum
  - ミヤマホソエノアザミ Cirsium gratiosum var. alpinum
- マルバヒレアザミ Cirsium grayanum
- ギョウジャアザミ Cirsium gyojanum
- ハチマンタイアザミ Cirsium hachimantaiense
- ハナマキアザミ Cirsium hanamakiense
- ハッポウアザミ Cirsium happoense
- エゾヤマCirsium heiianum
- アザミ Azemi Cirsium heterophyllum
- ヒダアザミ Cirsium hidaense
- ヒダカアザミ Cirsium hidakamontanum
- ヒダキセルアザミ Cirsium hida-paludosum
- オゼヌマアザミ Cirsium homolepis
- オオヤナギアザミ Cirsium hupehense
- タチアザミ Cirsium inundatum
  - ミネアザミ Cirsium inundatum subsp. alpicola
- ノアザミ Cirsium japonicum
  - トゲアザミ Cirsium japonicum var. horridum
  - ミヤマコアザミ Cirsium japonicum var. ibukiense
  - カラノアザミ Cirsium japonicum var. ussuriense
- カガノアザミ Cirsium kagamontanum
- チシマアザミ Cirsium kamtschaticum
  - アポイアザミ Cirsium kamtschaticum subsp. apoiense
  - コバナアザミ Cirsium kamtschaticum subsp. boreale
  - エゾノサワアザミ Cirsium kamtschaticum subsp. pectinellun
- ヤナギアザミ Cirsium lineare
- ナガエノアザミ Cirsium longepedunculatum
- テリハアザミ Cirsium lucens
  - カツラカワアザミ Cirsium lucens var. opacum
- イナベアザミ Cirsium magofukui
- ハマアザミ Cirsium maritimum
- ムラクモアザミ Cirsium maruyamanum
- ハクサンアザミ Cirsium matsumurae
  - ケハクサンアザミ Cirsium matsumurae var. pubescens
- アズマヤマアザミ Cirsium microspicatum
  - カズサヤマアザミ Cirsium microspicatum var. bosopeninsulae
  - オハラメアザミ Cirsium microspicatum var. kiotoense
- ナンブタカネアザミ Cirsium nambuense
- ニッポウアザミ Cirsium nippoense
- ナンブアザミ Cirsium nipponicum
  - イガアザミ Cirsium nipponicum var. comosum
  - トネアザミ Cirsium nipponicum var. incomptum
  - シコクアザミ Cirsium nipponicum var. shikokianum
  - ヤツガタケアザミ Cirsium nipponicum var. yatsugatakense
  - ヨシノアザミ Cirsium nipponicum var. yoshinoi
- ノリクラアザミ Cirsium norikurense
  - マルバノリクラアザミ Cirsium norikurense var.  integrifolium
- エチゼンオニアザミ Cirsium occidentalinipponense
- ジョウシュウオニアザミ Cirsium okamotoi
- ノハラアザミ Cirsium oligophyllum
  - クルマアザミ Cirsium oligophyllum f. obvallatum
  - オオノアザミ Cirsium oligophyllum subsp. aomorense
  - ニッコウアザミ Cirsium oligophyllum subsp. nikkoense
- タカアザミ Cirsium pendulum
- フジアザミ Cirsium purpuratum
- センジョウアザミ Cirsium senjoense 分布は、本州（南アルプス）の亜高山～高山帯の草地、林縁
- キセルアザミ Cirsium sieboldii
  - サツママアザミ Cirsium sieboldii subsp. austrokiushianum
- ヤマアザミ Cirsium spicatum
- オイランアザミ Cirsium spinosum 分布は、九州（鹿児島県南部）～喜界島　海岸の砂地
- ツクシアザミ Cirsium suffultum
- スズカアザミ Cirsium suzukaense
- ワタムキアザミ Cirsium tashiroi
- ウスバアザミ Cirsium tenue
  - イシヅチウスバアザミ Cirsium tenue var. ishizuchiense
- サンベサワアザミ Cirsium tenuisquamatum
- ウゴアザミ Cirsium ugoense
- アメリカオニアザミ Cirsium vulgare
- ヤクシマアザミ Cirsium yakushimense
- ヤツタカネアザミ Cirsium yatsualpicola
- サワアザミ Cirsium yezoense
- ザオウアザミ Cirsium zawoense

## 写真

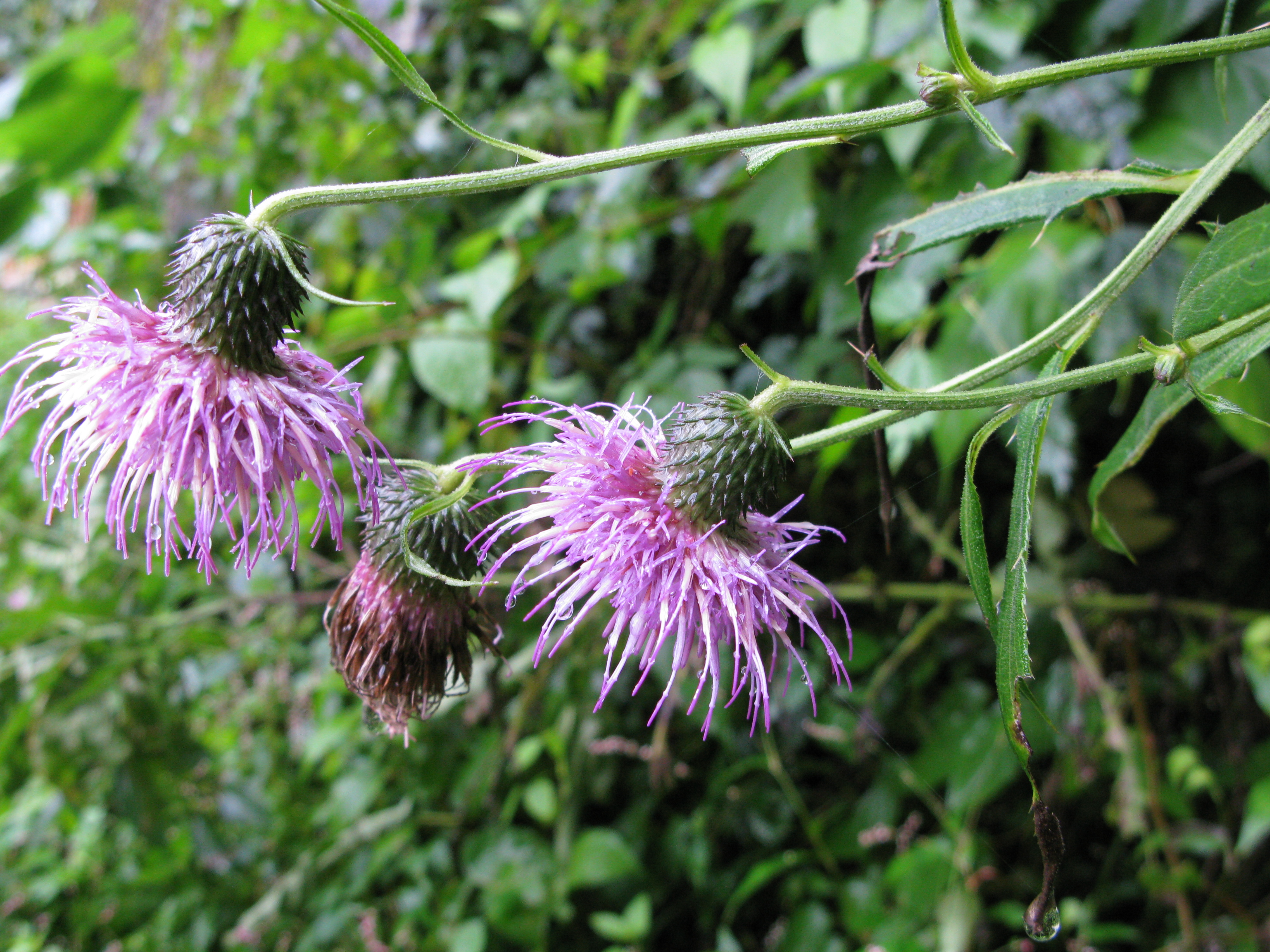
アイズヒメアザミ
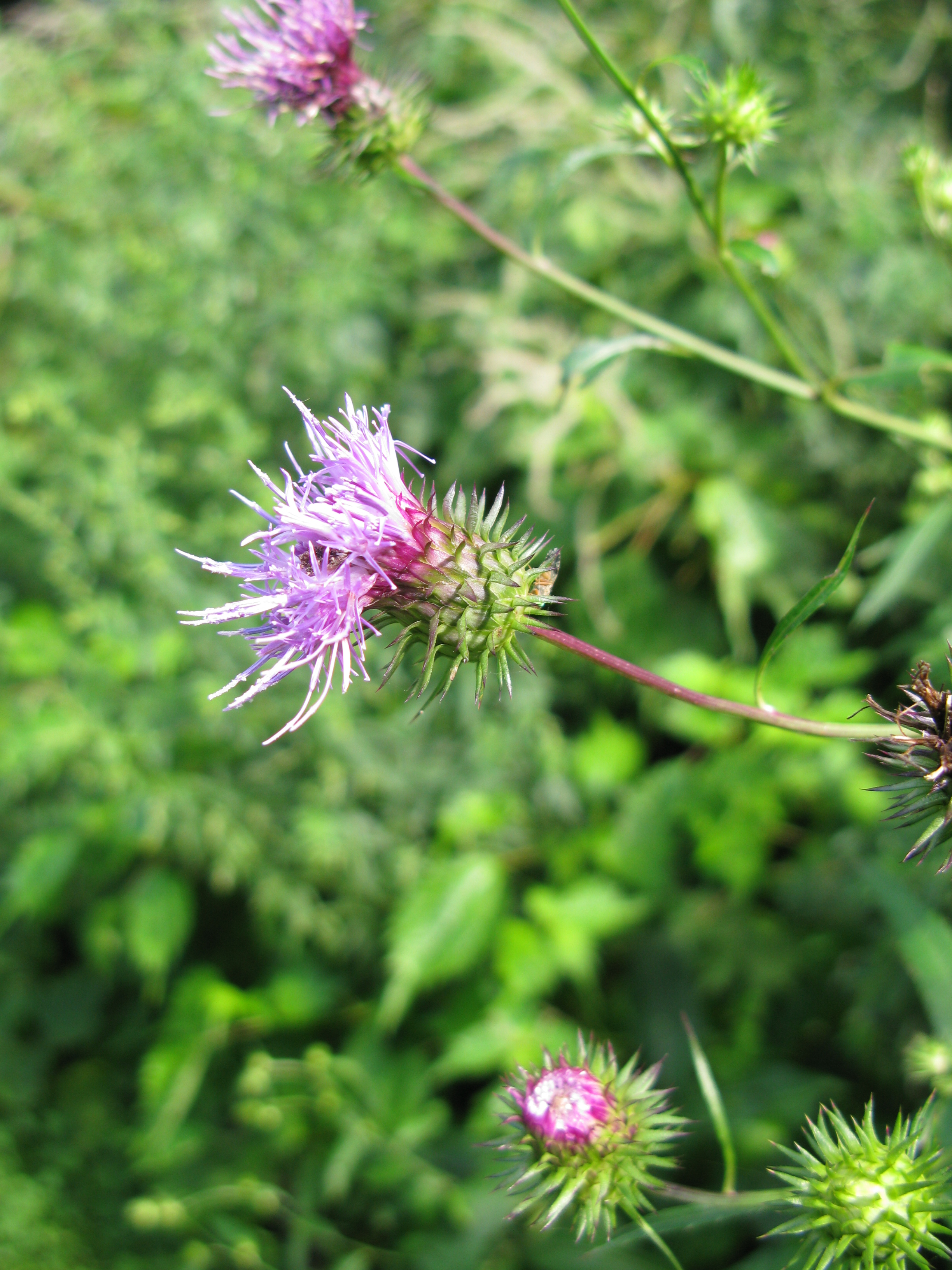
ダキバヒメアザミ
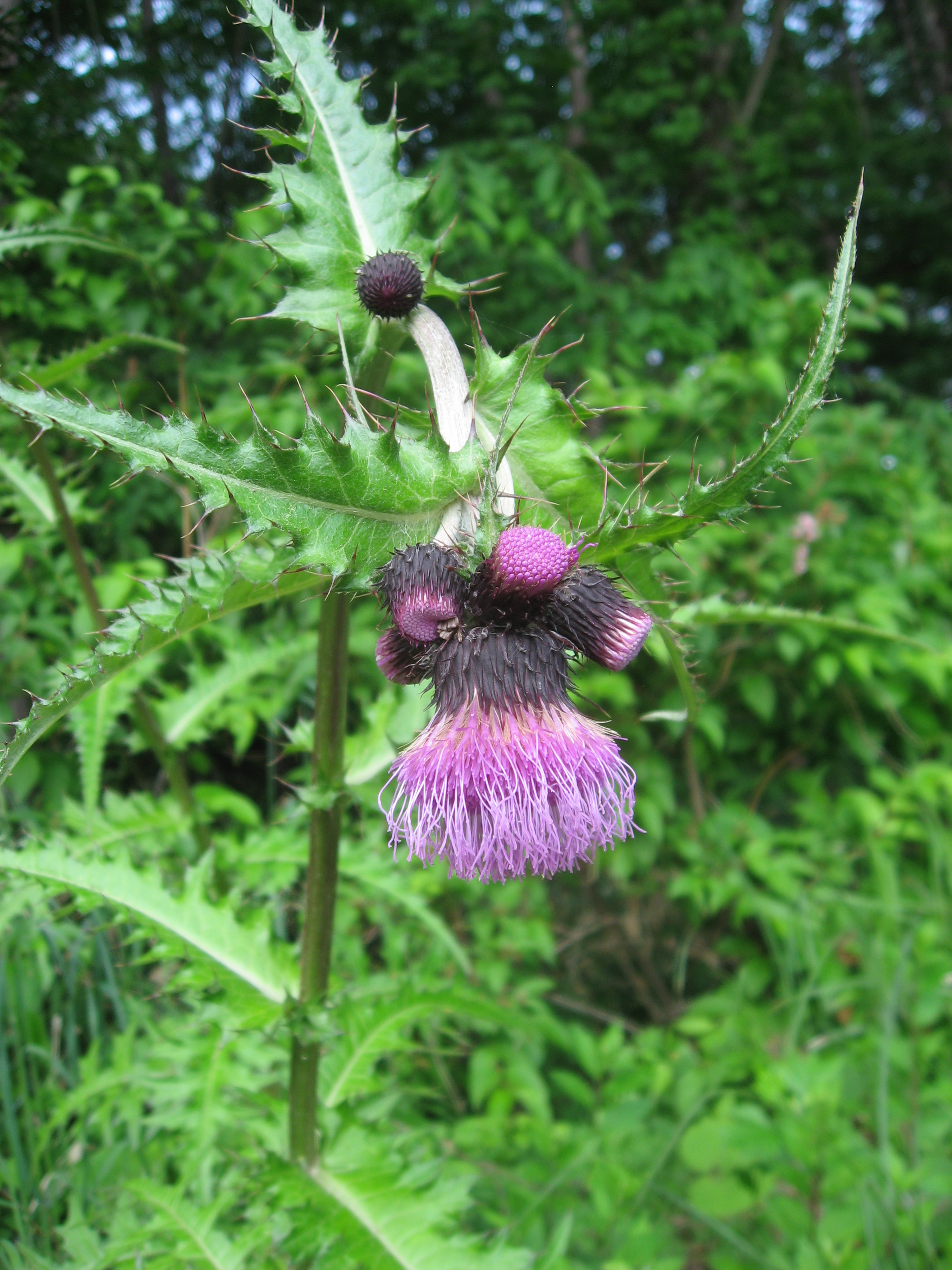
オニアザミ
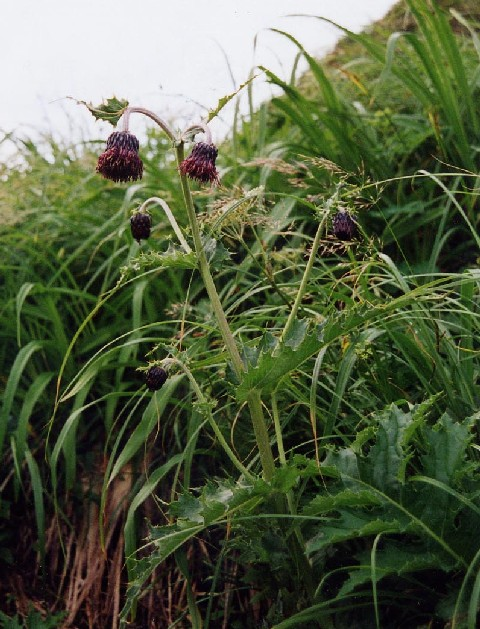
チョウカイアザミ
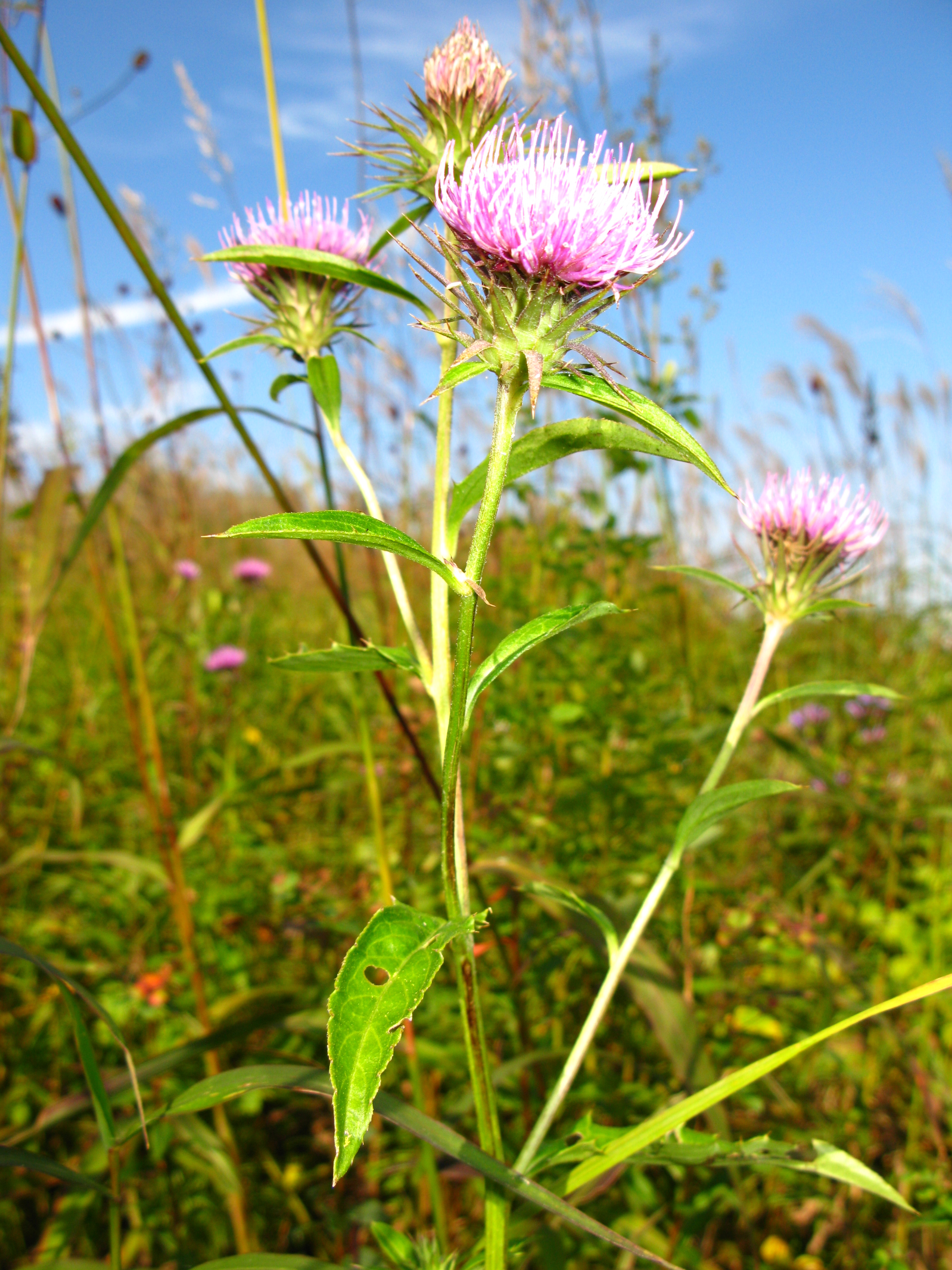
モリアザミ
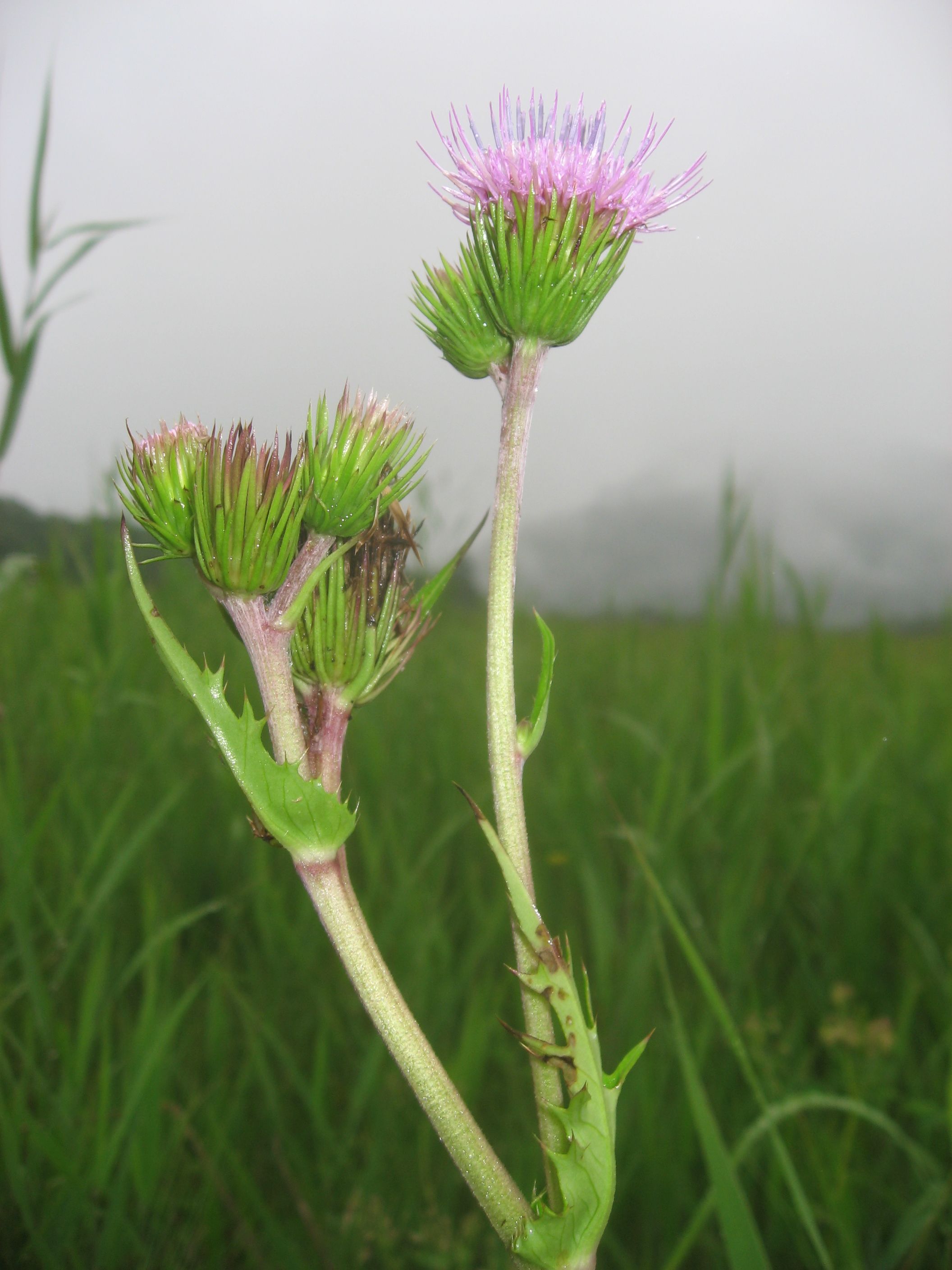
オゼヌマアザミ
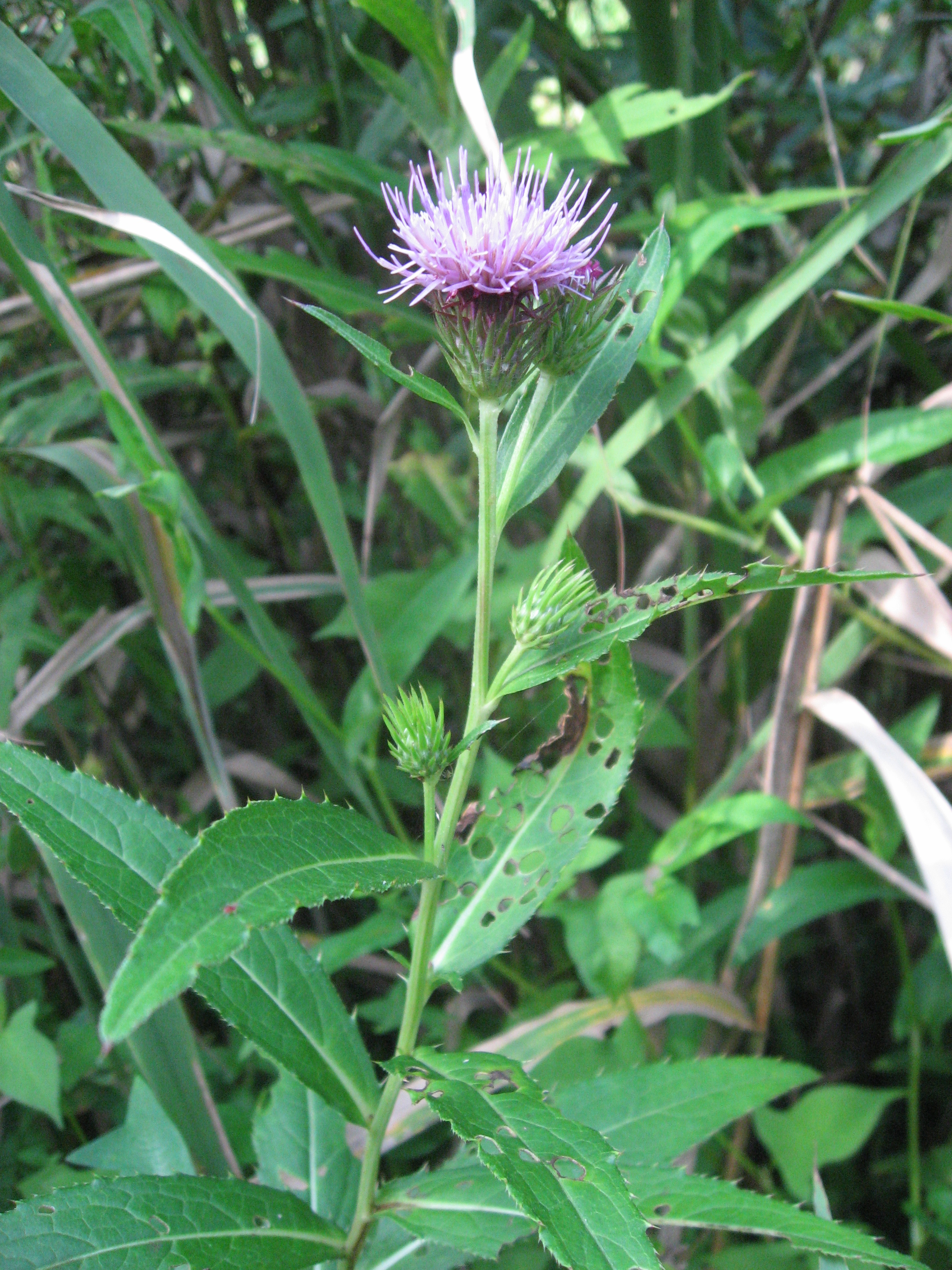
タチアザミ
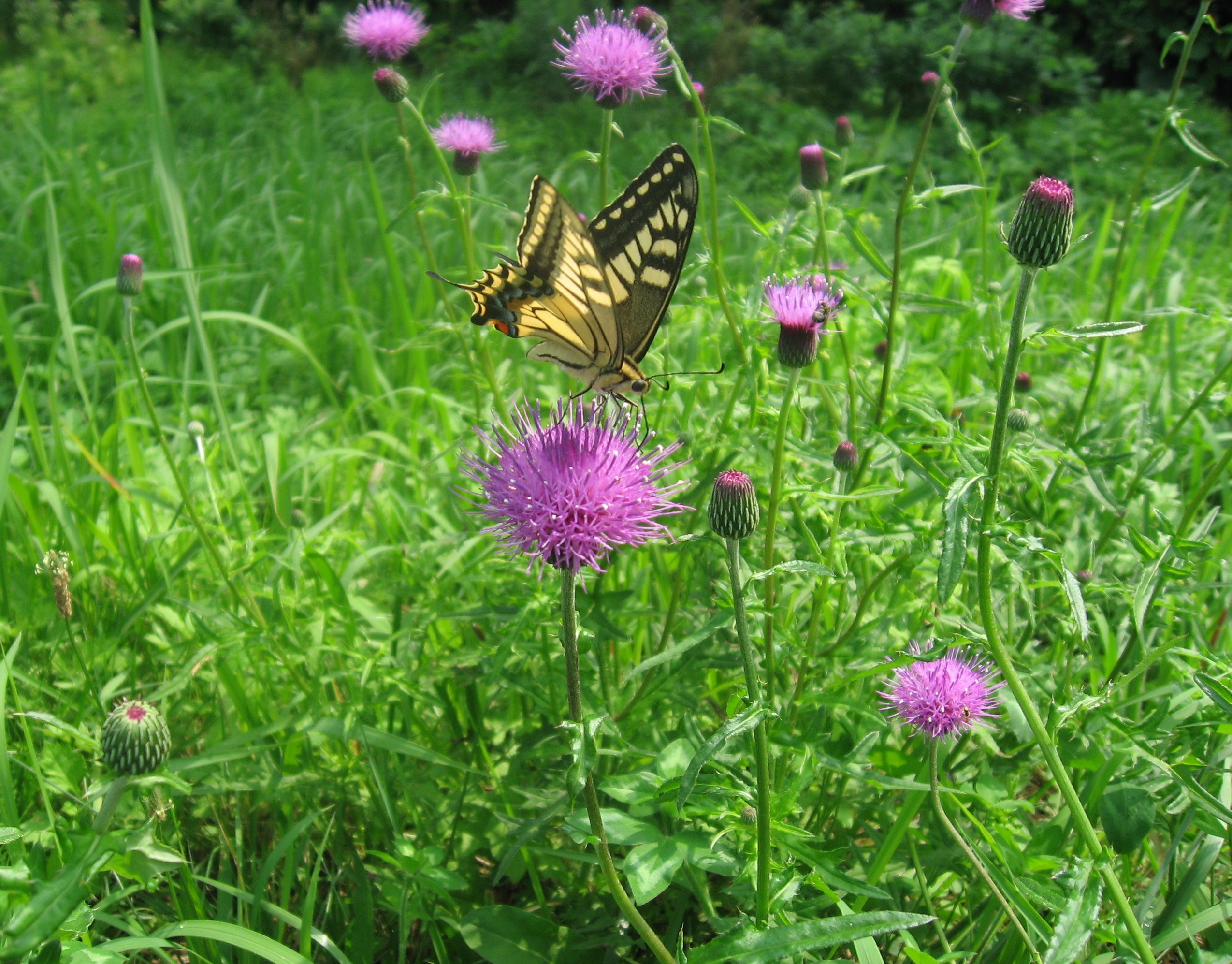
ノアザミ
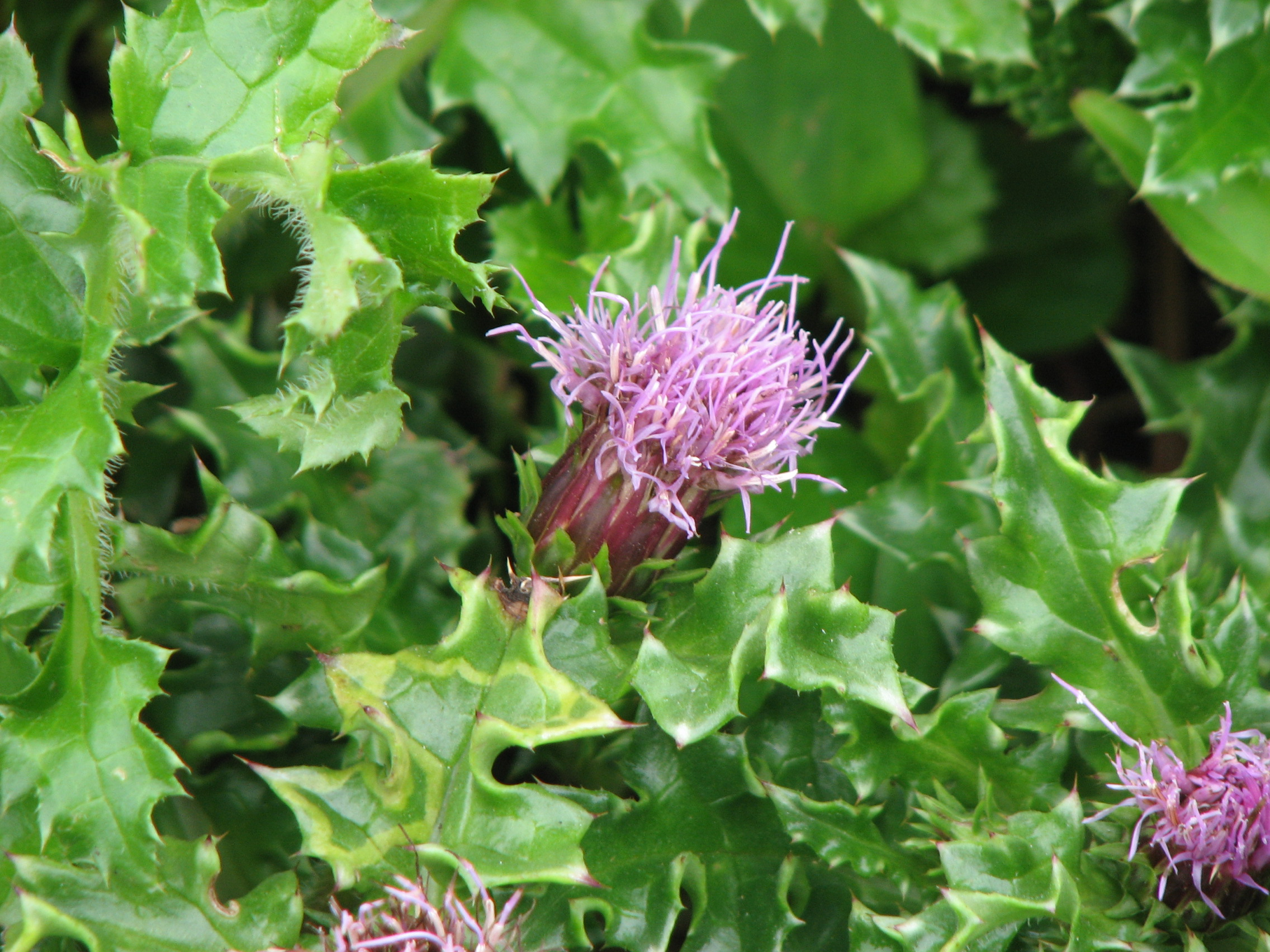
ハマアザミ
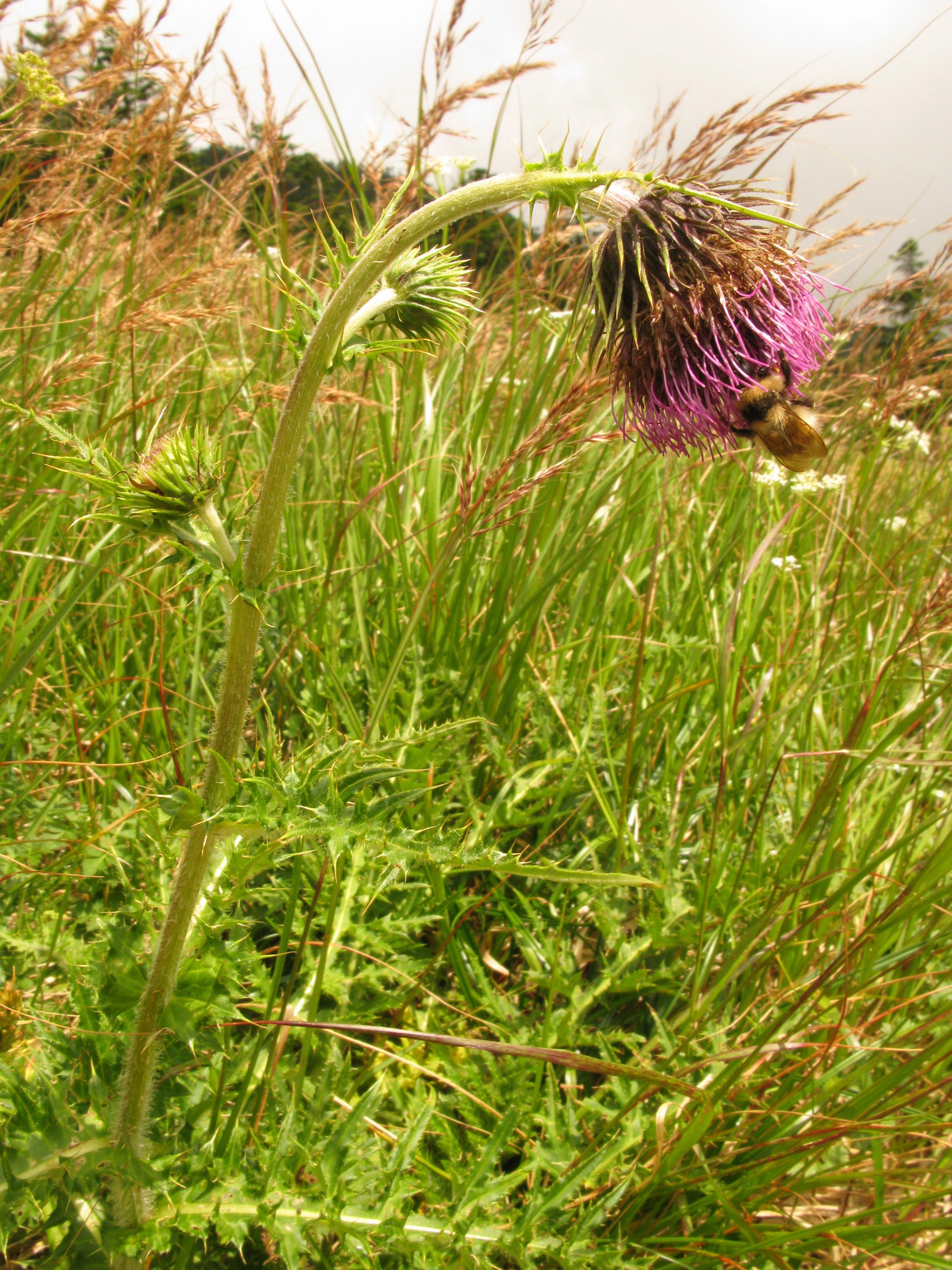
ナンブタカネアザミ
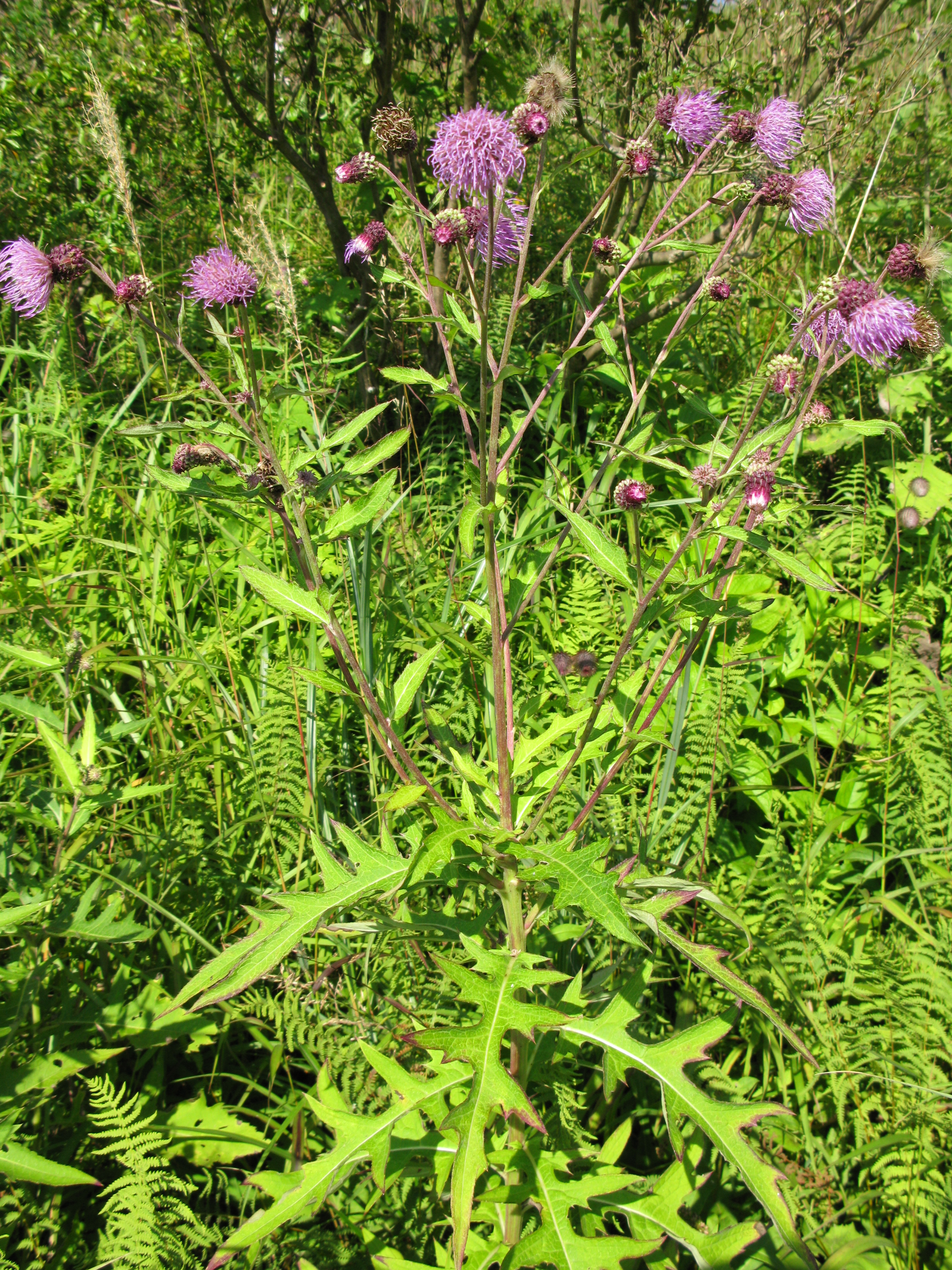
ナンブアザミ
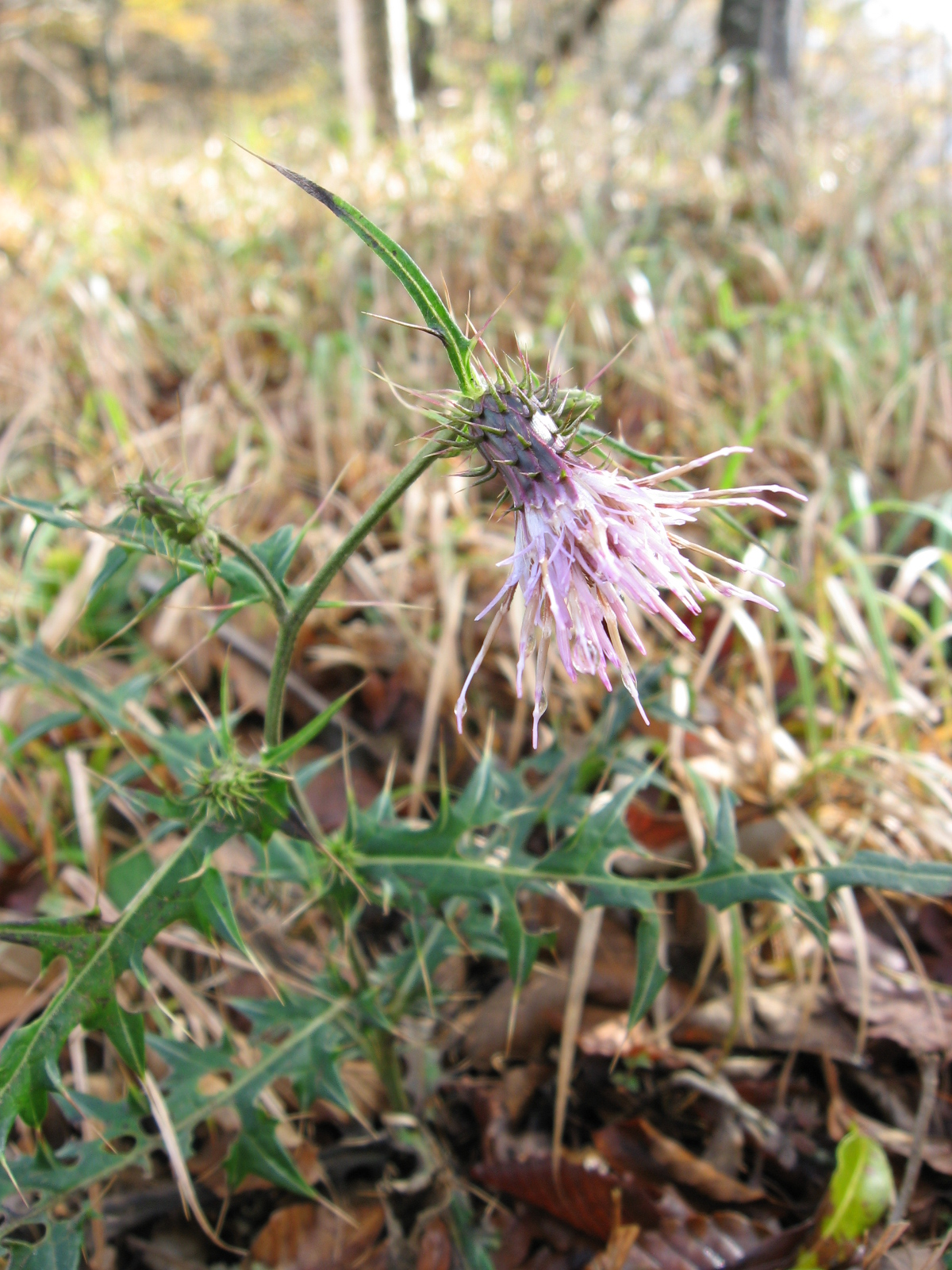
トネアザミ
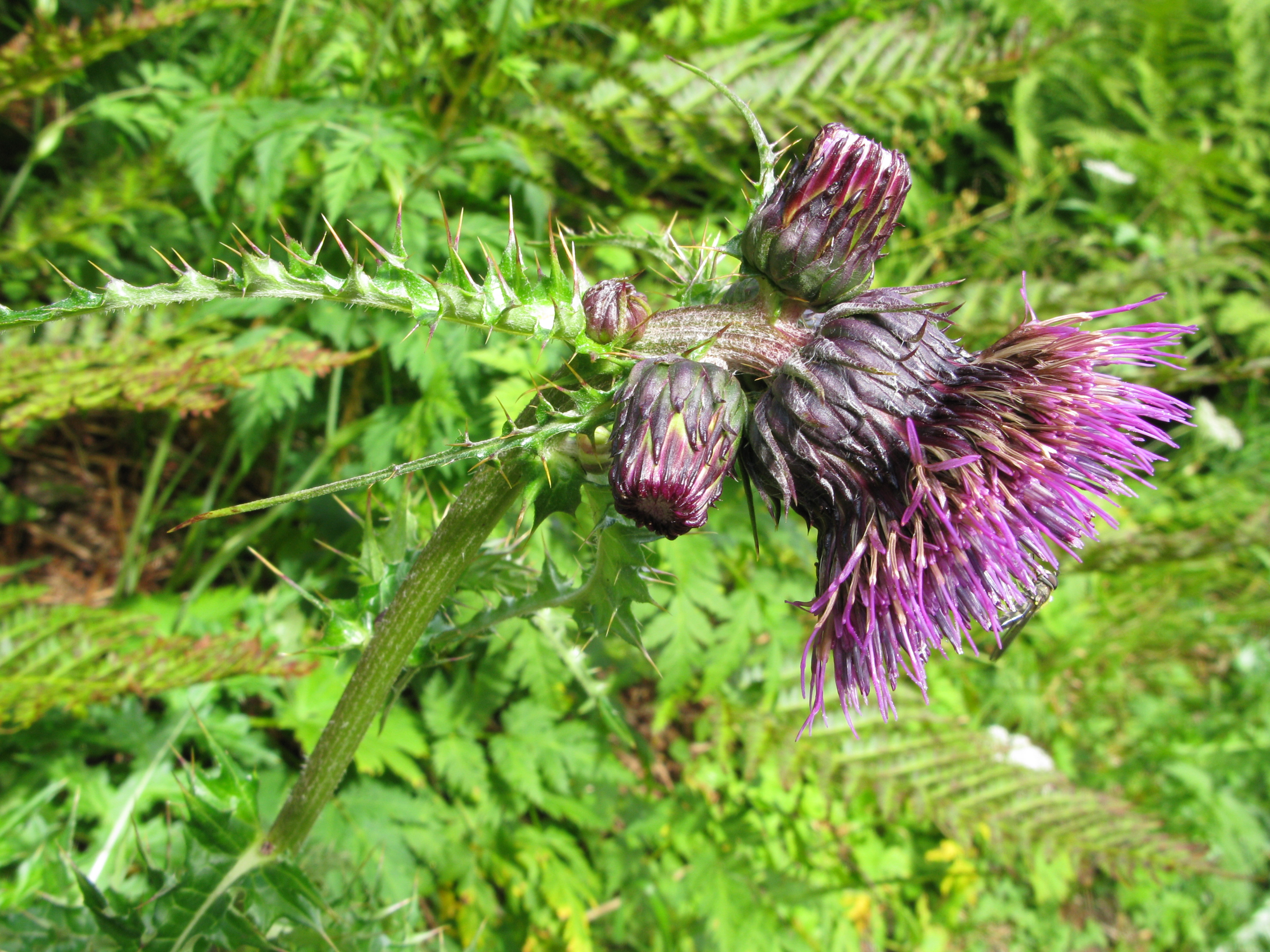
ジョウシュウオニアザミ
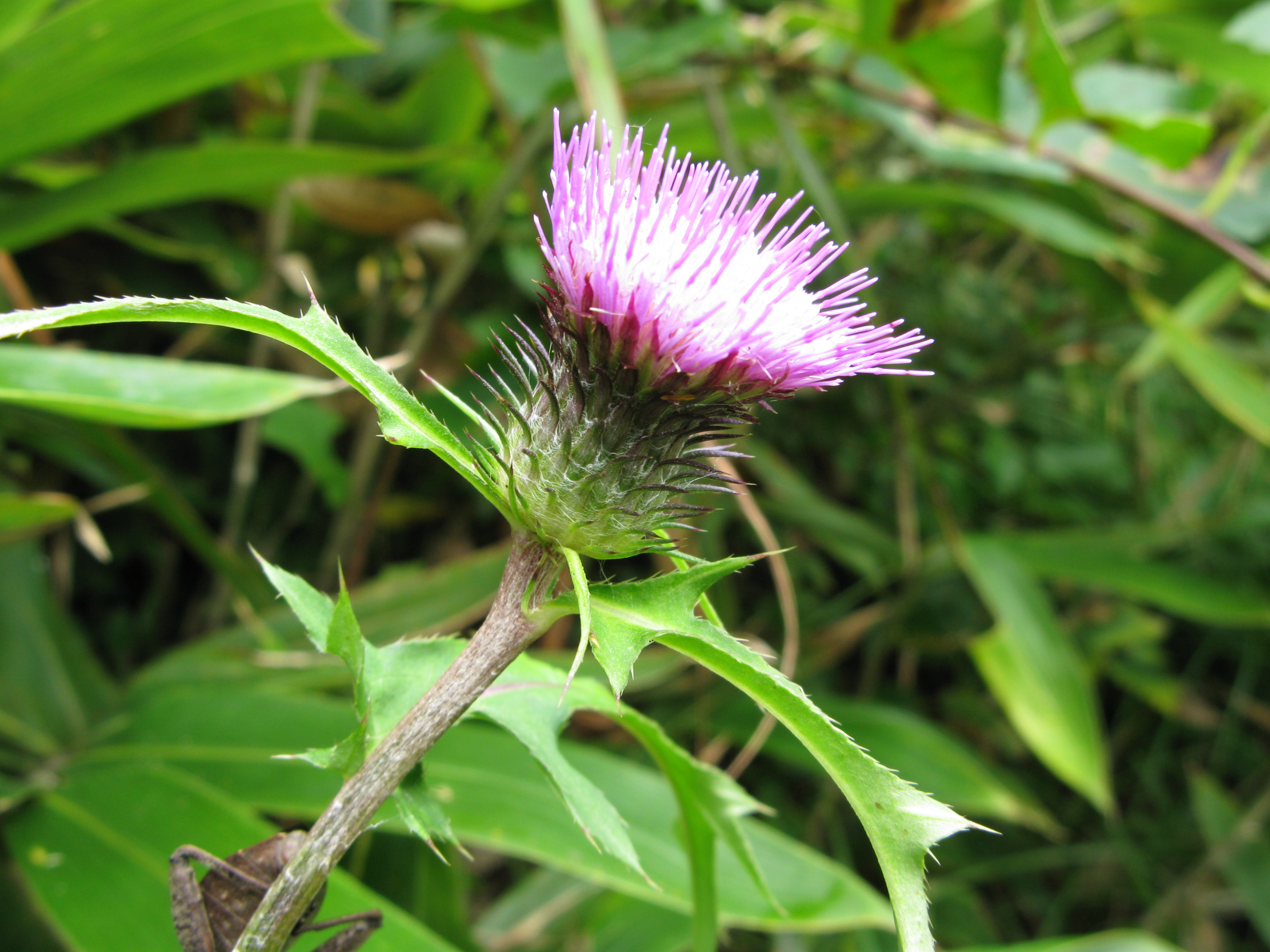
ノハラアザミ
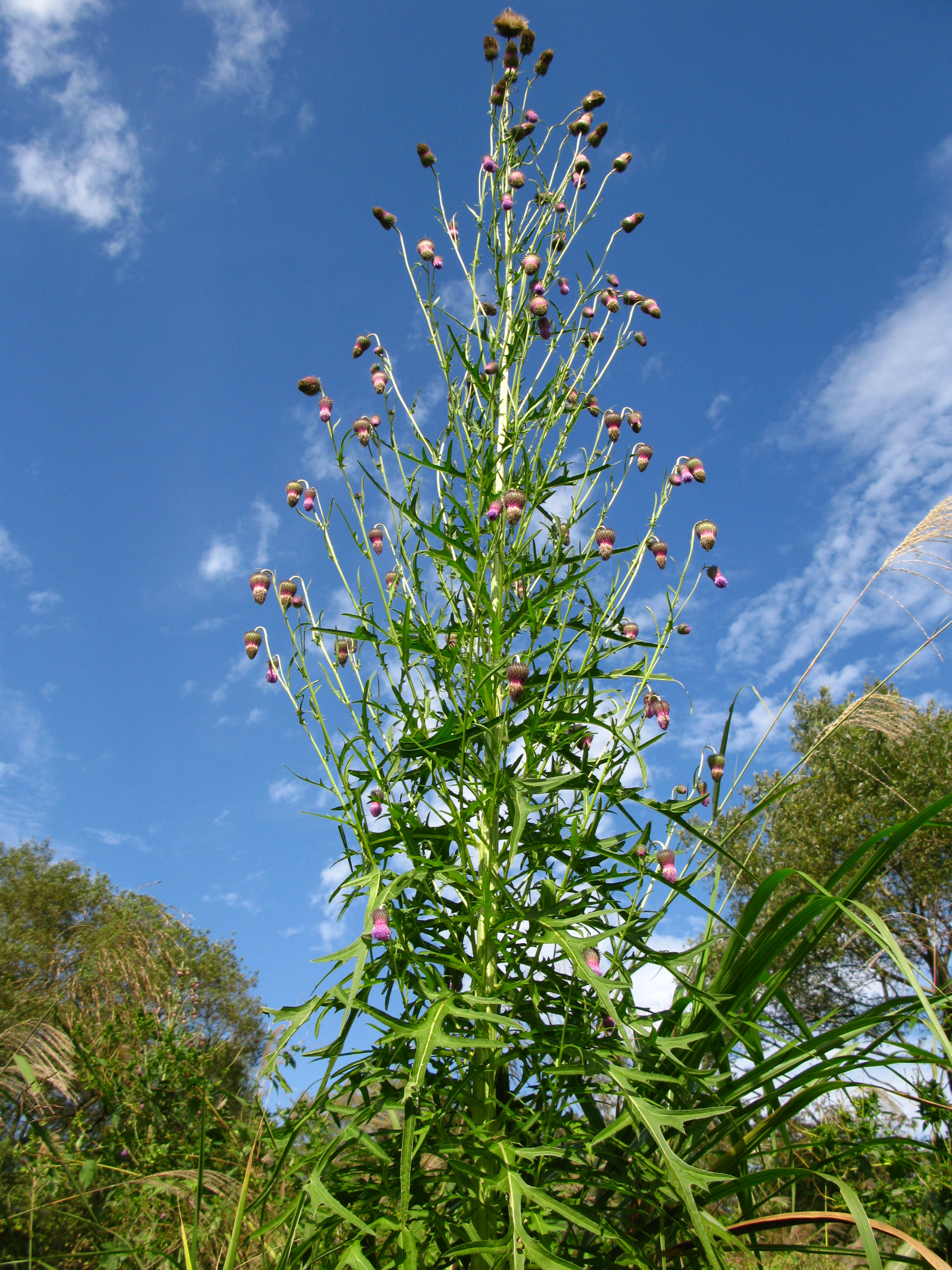
タカアザミ
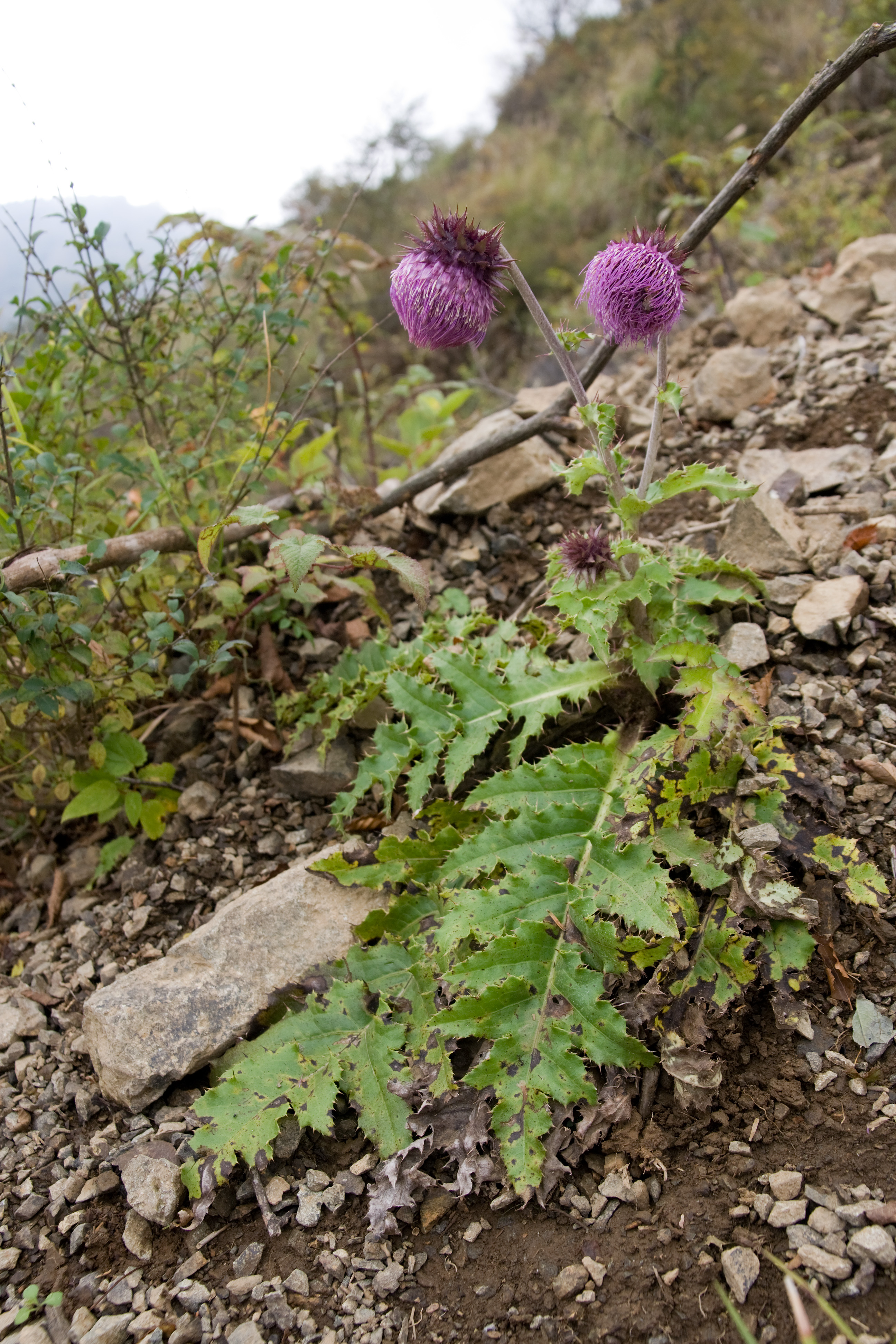
フジアザミ
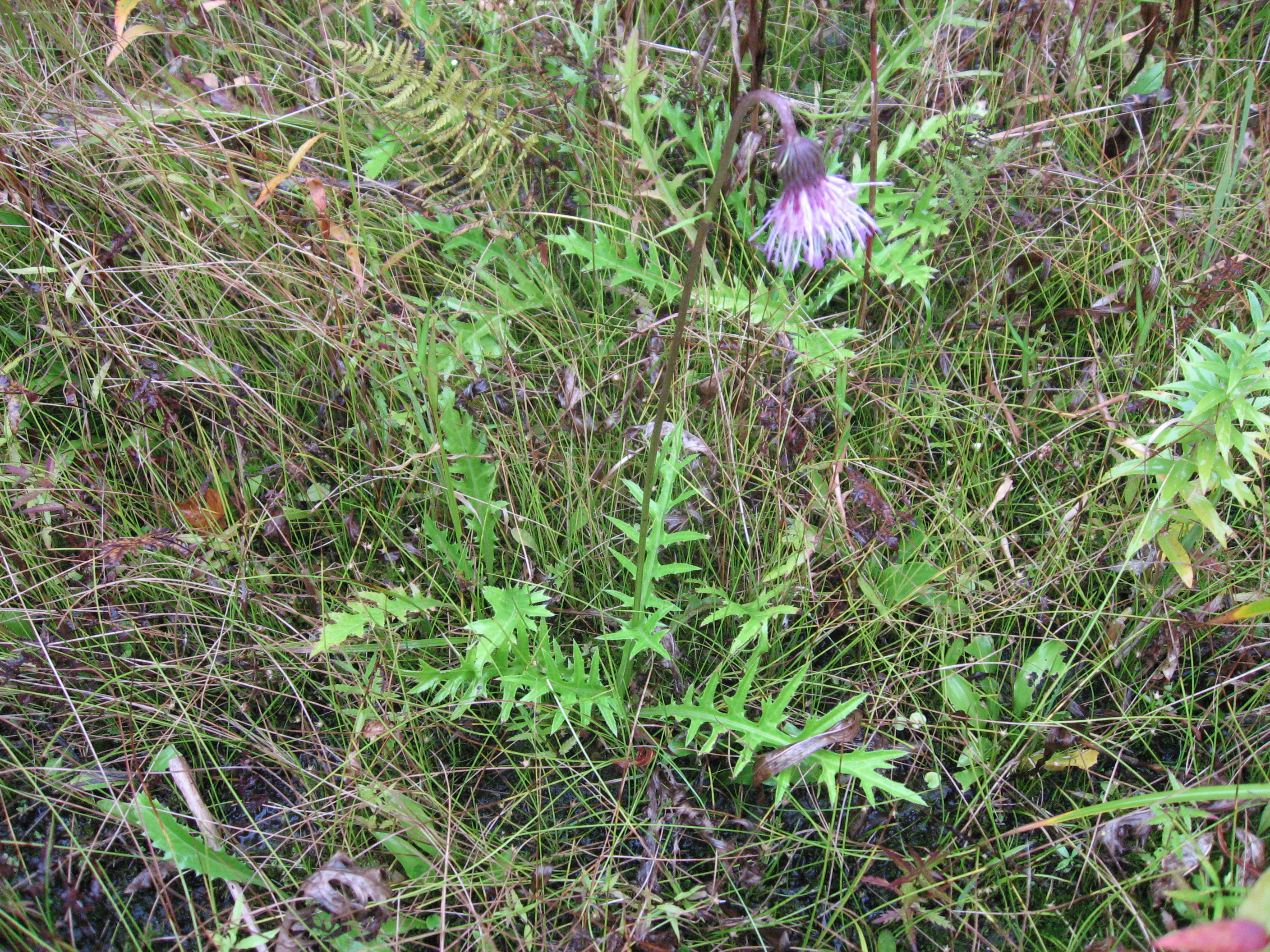
キセルアザミ
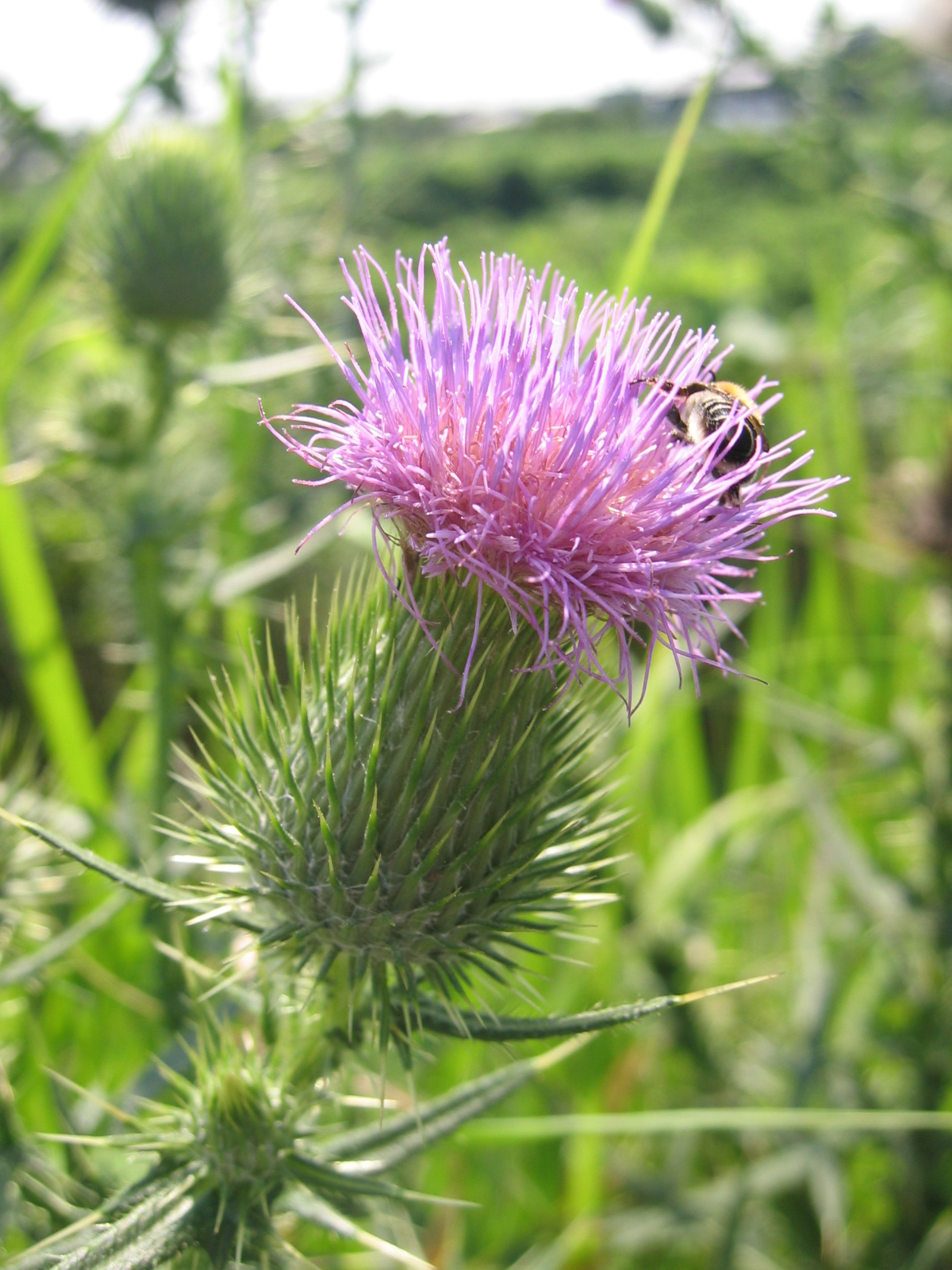
アメリカオニアザミ
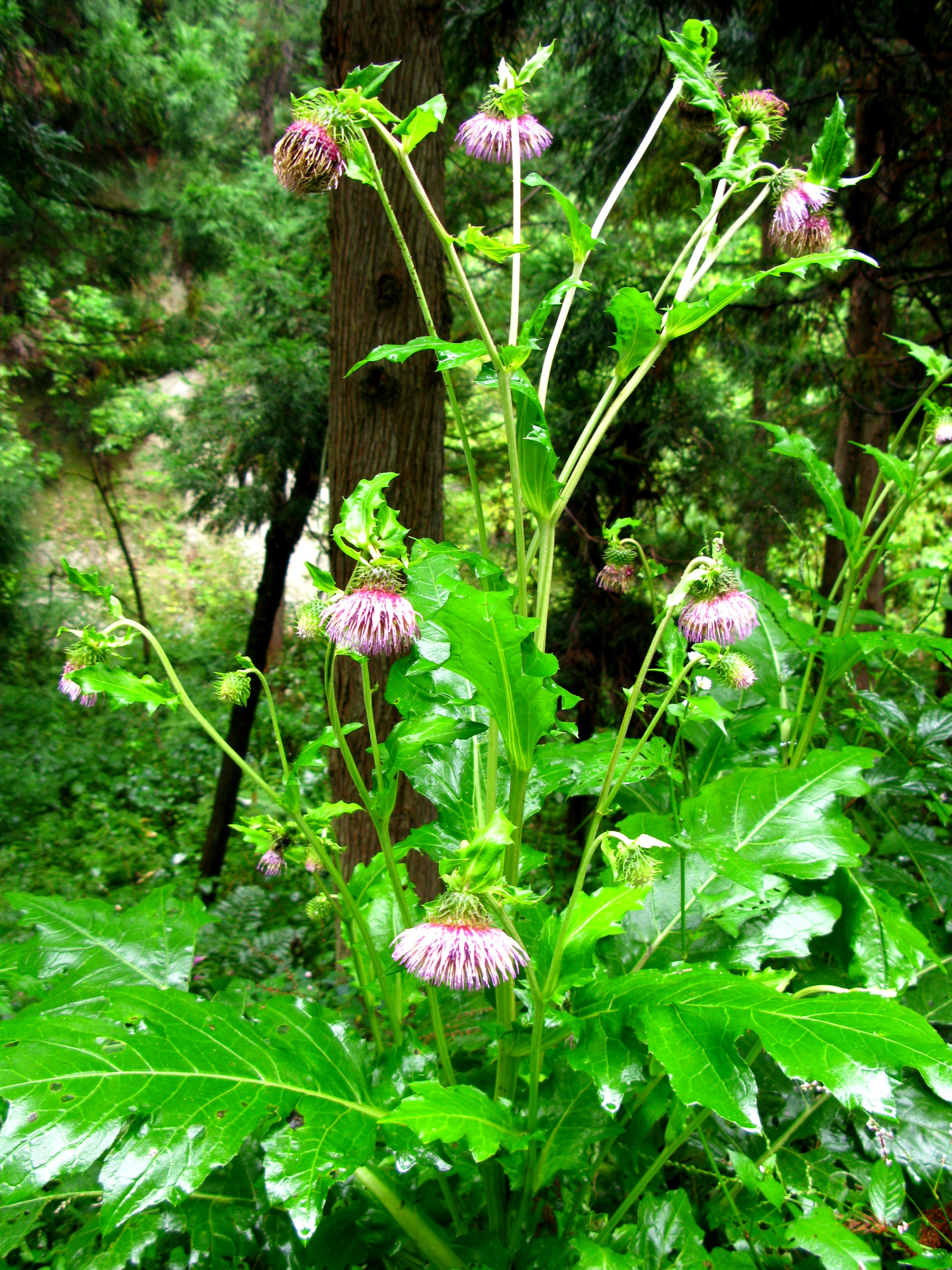
サワアザミ